# فوكورا
فوكورا (باليابانية: 深浦町) هي بلدية في اليابان، وبلدة في اليابان، تقع في محافظة آوموري، بلغ عدد سكانها 7,857 نسمة وذلك حسب إحصائيات سنة 2018، تبلغ مساحتها 488.89 كيلومتر مربع.

## الموقع
تشترك في الحدود مع:
- مقاطعة نيشيتسوغارو  [لغات أخرى]‏
- هابو  [لغات أخرى]‏.

## المناخ
يظهر الجدول التالي التغييرات المناخية على مدار السنة لفوكورا:
| البيانات المناخية لـفوكورا                                | البيانات المناخية لـفوكورا | البيانات المناخية لـفوكورا | البيانات المناخية لـفوكورا | البيانات المناخية لـفوكورا | البيانات المناخية لـفوكورا | البيانات المناخية لـفوكورا | البيانات المناخية لـفوكورا | البيانات المناخية لـفوكورا | البيانات المناخية لـفوكورا | البيانات المناخية لـفوكورا | البيانات المناخية لـفوكورا | البيانات المناخية لـفوكورا | البيانات المناخية لـفوكورا |
| الشهر                                                     | يناير                      | فبراير                     | مارس                       | أبريل                      | مايو                       | يونيو                      | يوليو                      | أغسطس                      | سبتمبر                     | أكتوبر                     | نوفمبر                     | ديسمبر                     | المعدل السنوي              |
| --------------------------------------------------------- | -------------------------- | -------------------------- | -------------------------- | -------------------------- | -------------------------- | -------------------------- | -------------------------- | -------------------------- | -------------------------- | -------------------------- | -------------------------- | -------------------------- | -------------------------- |
| الدرجة القصوى °م (°ف)                                     | 13.1 (55.6)                | 15.9 (60.6)                | 22.5 (72.5)                | 30.5 (86.9)                | 33.3 (91.9)                | 34.3 (93.7)                | 36.7 (98.1)                | 38.1 (100.6)               | 35.4 (95.7)                | 30.9 (87.6)                | 24.5 (76.1)                | 20.9 (69.6)                | 38.1 (100.6)               |
| متوسط درجة الحرارة الكبرى °م (°ف)                         | 2.1 (35.8)                 | 2.5 (36.5)                 | 6.2 (43.2)                 | 12.7 (54.9)                | 17.2 (63.0)                | 21.3 (70.3)                | 24.7 (76.5)                | 27.1 (80.8)                | 23.2 (73.8)                | 17.2 (63.0)                | 10.8 (51.4)                | 5.1 (41.2)                 | 14.2 (57.5)                |
| متوسط درجة الحرارة الصغرى °م (°ف)                         | −2.6 (27.3)                | −2.4 (27.7)                | −0.2 (31.6)                | 4.6 (40.3)                 | 9.3 (48.7)                 | 13.9 (57.0)                | 18.4 (65.1)                | 20.0 (68.0)                | 15.6 (60.1)                | 9.8 (49.6)                 | 4.4 (39.9)                 | −0.1 (31.8)                | 7.6 (45.6)                 |
| أدنى درجة حرارة °م (°ف)                                   | −14.4 (6.1)                | −15.2 (4.6)                | −11.9 (10.6)               | −4.6 (23.7)                | −1.2 (29.8)                | 6.9 (44.4)                 | 9.1 (48.4)                 | 10.3 (50.5)                | 4.8 (40.6)                 | −1.5 (29.3)                | −5.9 (21.4)                | −14.4 (6.1)                | −15.2 (4.6)                |
| الهطول مم (إنش)                                           | 95.3 (3.75)                | 71.4 (2.81)                | 71.7 (2.82)                | 64.3 (2.53)                | 80.0 (3.15)                | 110.8 (4.36)               | 175.8 (6.92)               | 134.3 (5.29)               | 136.9 (5.39)               | 100.1 (3.94)               | 78.9 (3.11)                | 93.8 (3.69)                | 1٬213٫3 (47.76)            |
| متوسط تساقط الثلوج سم (إنش)                               | 171 (67)                   | 142 (56)                   | 66 (26)                    | 5 (2.0)                    | 0 (0)                      | 0 (0)                      | 0 (0)                      | 0 (0)                      | 0 (0)                      | 0 (0)                      | 6 (2.4)                    | 83 (33)                    | 473 (186.4)                |
| متوسط أيام هطول الأمطار (≥ 0.5 mm)                        | 18.7                       | 16.2                       | 16.8                       | 12.0                       | 11.4                       | 12.4                       | 14.8                       | 11.0                       | 12.9                       | 12.9                       | 15.1                       | 17.5                       | 171.7                      |
| متوسط الأيام المثلجة                                      | 27.0                       | 24.3                       | 12.3                       | 0.8                        | 0                          | 0                          | 0                          | 0                          | 0                          | 0                          | 1.0                        | 12.4                       | 77.8                       |
| متوسط الرطوبة النسبية (%)                                 | 69                         | 68                         | 66                         | 69                         | 75                         | 81                         | 85                         | 82                         | 78                         | 71                         | 68                         | 69                         | 73                         |
| ساعات سطوع الشمس الشهرية                                  | 26.9                       | 46.5                       | 110.1                      | 173.0                      | 191.2                      | 182.5                      | 156.6                      | 179.2                      | 152.3                      | 131.2                      | 64.9                       | 31.6                       | 1٬446                      |
| المصدر #1: 平年値（年・月ごとの値）                       |                            |                            |                            |                            |                            |                            |                            |                            |                            |                            |                            |                            |                            |
| المصدر #2: 観測史上1～10位の値（1月としての値） (records) |                            |                            |                            |                            |                            |                            |                            |                            |                            |                            |                            |                            |                            |

## توأمة
لفوكورا اتفاقيات توأمة مع:
- إيواناي (20 يوليو 2000 - )